# Люблянски университет
Люблянският университет (на словенски: Univerza v Ljubljani) е най-старият и най-големият университет в Словения. В него са записани около 40 000 студенти.

## История
Макар определени академии (основно за философия и теология) да са установени за йезуитско висше образование на територията на днешна Словения още от 17 век, първият университет е основан през 1810 г. под френската имперска администрация на Илирийските провинции. Канцлерът на университета в Любляна по време на френското управление е Йозеф Балант (1763 – 1834), роден в Горенска. Този университет е закрит през 1813 г., когато Австрийската империя си възвръща контрола на териториите и основава лицей в Любляна като институция за висше образование.
През втората половина на 19 век се появяват няколко политически искания за основаване на университет на словенски език в Любляна. Към края на века те набират популярност, когато значителен брой известни словенски академици работят в Централна Европа, докато все повече словенски студенти се записва в чуждоезични университети в Австро-Унгария, особено в Австрия и Чехия. През 1890-те години е създаден единен съвет за създаване на словенски университет, който се оглавява от Иван Хрибар, Хенрик Тума и Алеш Ушеничник. През 1898 г. местният парламент на Карниола започва да дава стипендии на всички студенти, планиращи хабилитация, при условие, че те ще приемат позиция в Люблянския университет, когато бъде създаден. По този начин започва да се съставя списък с подходящи факултети.
Въпреки това, неблагоприятни политически обстоятелства попречват на създаването на университета до падането на Австро-Унгария. С основаването на Държава на словенци и Кралство Югославия през 1918 г. основаването на университета става възможно. На 23 ноември 1918 г. е свикано първото събрание на Учредителния съвет на Люблянския университет, председателствано от Михайло Ростохар, професор по психология в Карловия университет в Прага. Заедно с Данило Маярон, Ростохар убеждава централното правителство на Кралство Югославия в Белград да издаде законопроект, с който официално да се основе университета. Такъв е издаден на 2 юли 1919 г., а в края на август е назначен първия професор. На 18 септември професорите създават Университетския съвет, като по този начин дават начало на нормалното функциониране на институцията. Първите лекции се провеждат на 3 декември същата година.

### Първи години
Към 1919 г. университетът е съставен от пет факултета по следните дисциплини: право, философия, технологии, теология и медицина. Седалището на университета се намира на централния Конгресен площад в Любляна в сграда, която преди това е служила като държавно имение на Карниола от 1902 до 1918 г. Сградата първоначално е проектирана през 1902 г. от Ян Владимир Храски, а по-късно е обновена от чешкия архитект от Виена Йосип Худец.
В средата на 1920-те години университетът е преименуван в чест на Александър I Караджорджевич (Universitas Alexandrina Labacensis) и продължава да се разраства, въпреки финансовите трудности и постоянния натиск от политиките на югославските правителства. През 1941 г. е завършена Националната и университетска библиотека на Словения на Йоже Плечник, което е един от по-големите инфраструктурни проекти на университета в Междувоенния период.
След нахлуването в Югославия през април 1941 г., университетът продължава да функционира под окупационните власти на Италия и Германия, въпреки многобройните проблеми и вмешателство в автономната му работа. Няколко професори са арестувани и депортирани в концлагери, а голям брой студенти се присъединяват към Освободителния фронт на Словения или към Словенското домобранство.

### След 1945 г.
След края на Втората световна война, първият и единствен чужденец, избран за канцлер на университета, става чехът Алоис Крал, който води лекции във Факултета по технически науки от 1920 г. и заема позицията на декан там четири пъти. След създаването на СФРЮ през 1945 г., университетът отново е поставен под политически натиск: някои професори са уволнени, други са арестувани, а Факултетът по теология е изключен от университета. Много студенти емигрират. Въпреки премеждията, университетът поддържа образователната си роля и получава определена степен на автономия след средата на 1950-те години. През 1979 г. е преименуван в чест на комуниста Едвард Кардел. През 1990 г., в хода на разпадането на Югославия, първоначалното име на университета е възстановено.

## Организация
Към 2018 г. университетът разполага с 23 факултета и 3 академии, разположени из градската част на Любляна. Първоначално университетът се намира в центъра на града, където и до днес се намират по-голямата част от факултетите. По-късно са построени по-модерни сгради и малко общежитие в други части на града.
Люблянският университет разполага и с две университетски библиотеки. Националната и университетска библиотека на Словения е националната библиотека на страната, както и централната университетска библиотека. Тя съдържа над 1,3 милиона книги, текстове и други ресурси. Другата университетска библиотека е Централната технологична библиотека, която е национален информационен център относно природните науки и технологиите. Самите факултети, департаменти и институти разполага с над 30 индивидуални библиотеки. Най-богатите са по хуманитарни науки, икономика, медицински науки и биология.
Университетът разполага и с художествена галерия, отворена на 18 юни 2012 г.